# Coronel Martins
Coronel Martins là một đô thị thuộc bang Santa Catarina, Brasil. Đô thị này có diện tích 107,408 km², dân số năm 2007 là 2481 người, mật độ 15,8 người/km².